# 東方小祇園

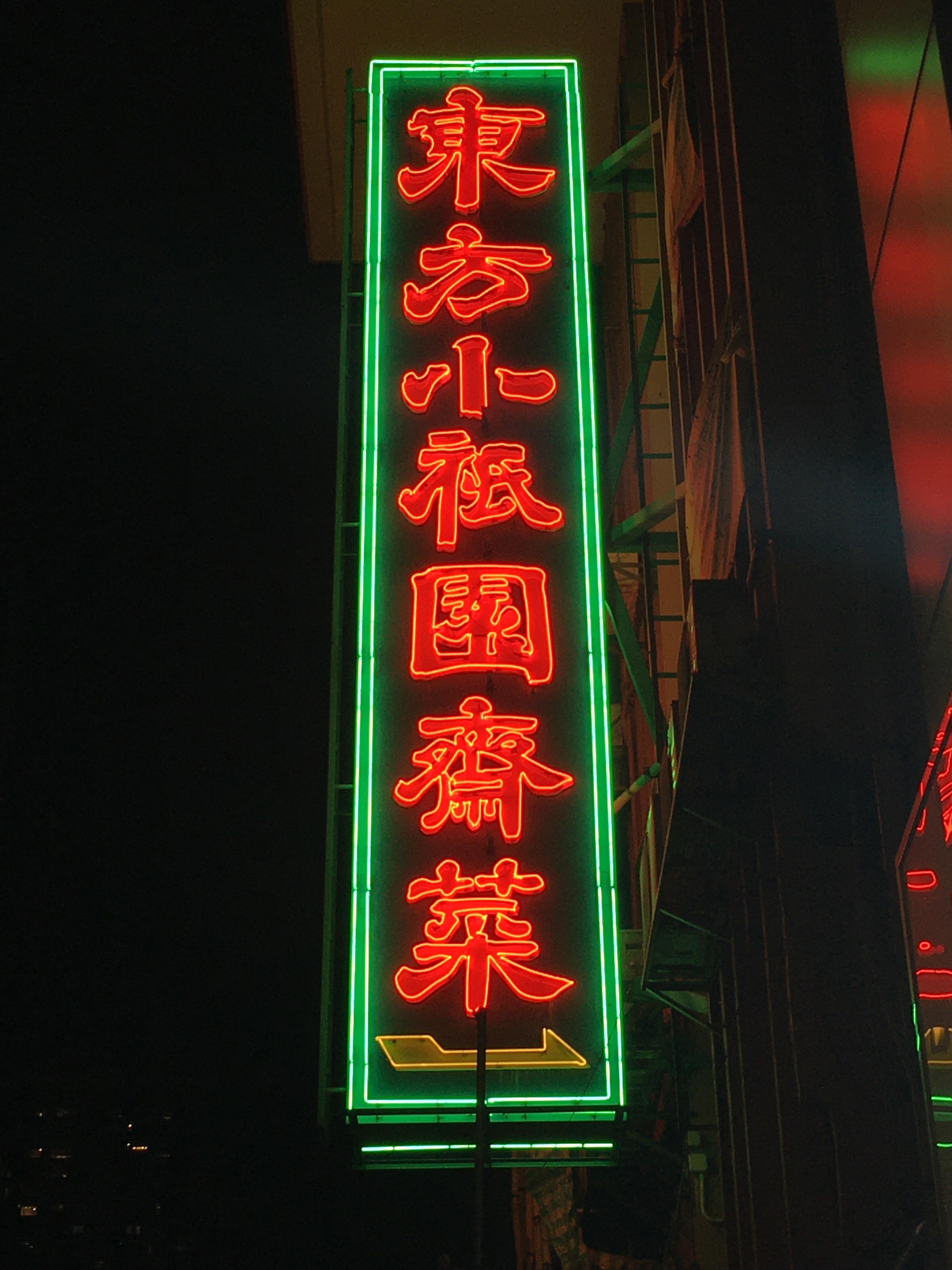
灣仔軒尼詩道店面招牌

東方小祇園是香港歷史最悠久的素食餐館，有「香港第一齋」之美譽，現時只餘下香港島灣仔軒尼詩道241號的店舖經營。始創人為歐陽藻裳家族。至於在大嶼山大澳的店舖則屬於與灣仔店經營人有姑侄關係的彭可嫦。

## 名稱
祇園是在古印度恆河中游舍衛城南郊的一所精舍（佛寺），又名「祇樹給孤獨園」，它是釋迦牟尼當年傳法講道的地方。餐館以此為名，「祇」讀音為「其」（而非「只」）。

## 歷史
東方小祇園是1905年由一名歐陽姓的佛教徒在半山區堅道設立，分有上下層, 上層是地面, 餐飲之用, 而下層是贮物及厨房, 後於1956年於軒尼詩道開設分店。半山区坚道总店在1970年代因拆楼结束营业后, 余下的轩尼诗道分店成为总店，其后店铺易手至彭姓东主经营至今。现时东方小祇园只经营轩尼诗道店，而欧阳藻裳家族只佔少量股份。
1930年代小祗园的菜谱上，有提供“罗汉全筵”，共有14道菜式，也有较为廉宜的“祇围上素”，亦是全港第一间素食店用银具。。

## 店舖

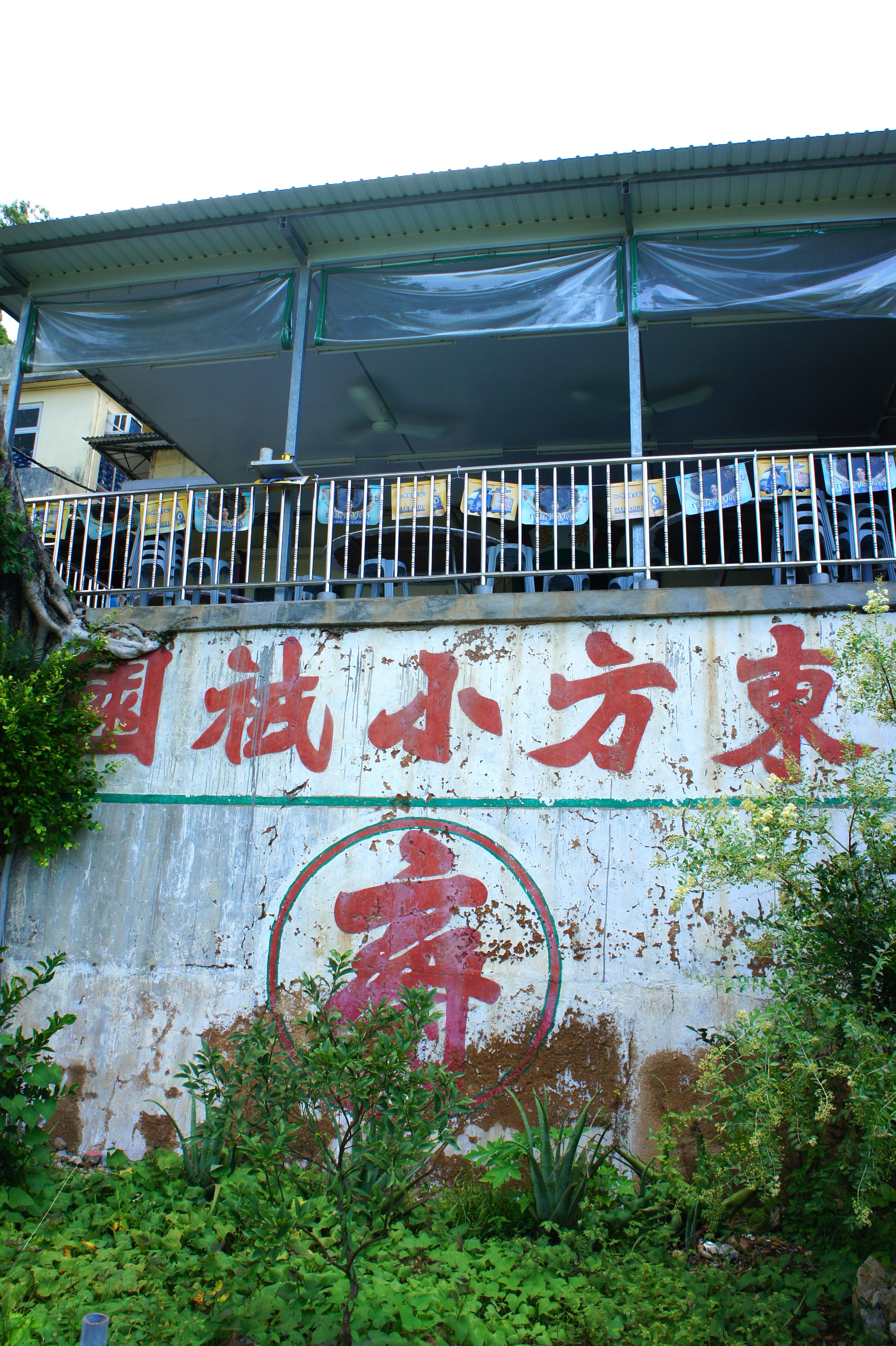
位於大澳南涌的東方小祇園，斑駁的紅字書上「東方小祗園」五個大字，字下一個紅圈，圈中一個「齋」字。

東方小祇園現時位於灣仔軒尼詩道241號，分為兩層，地面出入一層是外賣部及廚房，一樓為堂食飯廳及辦公室，有樓梯連接地面，但並沒有設置升降機。曾另有一分店設於同區的灣仔道111號地舖，但隨著所在的慶邦樓於2011年拆卸重建而結業。
東方小祇園的招牌菜包括合桃糊、芋頭酥卷、南乳上素飯、榆耳粥、蒜堆及齋鹵味等。
至於位於大嶼山大澳南涌的東方小祇園，除了馳名的荔芋魚、腐皮卷及山水豆腐等，同時供應鹽焗雞和生炒骨等葷菜。據說早年該店只賣素菜，但因為兼營旅館，住宿人士買肉和海鮮回來請大廚代煮，因此在90年代開始賣葷菜。

## 資料來源
1. ↑  . 新報網站. 2011-04-10  [2011-08-23]. （原始内容存档于2011-04-11）.
2. 1 2  . 飲食男女網站. 2009-01-22  [2011-08-23].[永久]
3. ↑  聖嚴法師. . 台北: 法鼓文化. 2004年: 第81–114頁. ISBN 9789575982898 （中文）.
4. ↑  . 星島頭條.   [2023-09-20]. （原始内容存档于2023-03-10）.
5. ↑  吳昊、張建浩. . 香港: 皇冠出版社. 1998年2月: 第41–53頁. ISBN 9789624514230 （中文）.